# Edmund Dene Morel

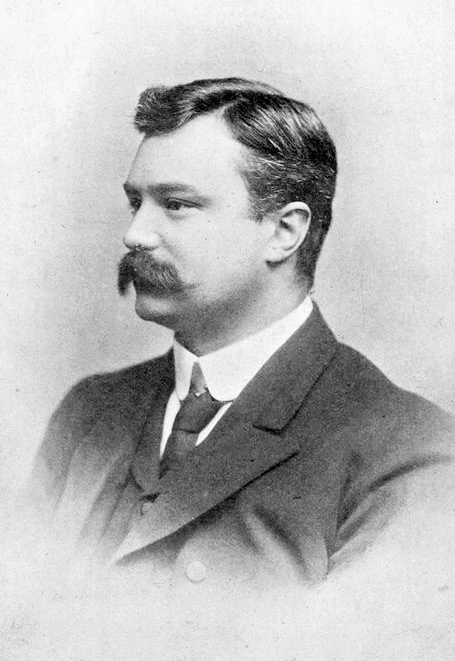
Afbeelding van E.D. Morel

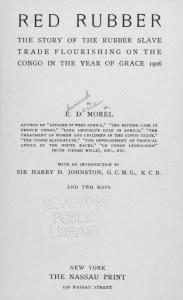
Voorpagina van Red Rubber uit 1906

Edmund Dene Morel (Parijs, 10 juli 1873 – Bovey Tracey, 12 november 1924), eigenlijke naam Georges Eduard Pierre Achille Morel de Ville, was een Britse journalist, auteur en socialistische politicus. Hij leidde een campagne tegen slavernij in de Onafhankelijke Congostaat door middel van kranten zoals de West African Mail. Samen met Roger Casement richtte hij hiervoor de Congo Reform Association op. Een ander deel van zijn activisme waren de gebeurtenissen rond de Eerste Wereldoorlog. Morel kan beschouwd worden als een vroege klokkenluider. Hij was een pacifist maar nam ook racialistische standpunten in over bijvoorbeeld zwarte soldaten in Europa. Dit sloot aan bij zijn bevoogdende mensbeeld waar het Afrikanen betrof: meer dan hen zoveel mogelijk te vrijwaren van het kapitalistische imperialisme achtte hij niet haalbaar.

## Levensgeschiedenis
In 1891 werd Morel klerk bij Elder Dempster, een scheepvaartbedrijf uit Liverpool. In 1893 begon hij artikelen te schrijven tegen het Franse protectionisme. Hij stond kritisch tegenover het Foreign Office omdat dat de Afrikaanse dekolonisatiebewegingen niet steunde. Zijn visie op Afrika werd beïnvloed door de boeken van Mary Kingsley die sympathie had voor Afrikanen en andere culturen, iets wat zeldzaam was in die tijd.
Elder Dempster had een scheepscontract met de Congo Vrijstaat voor de lijn tussen Antwerpen en Boma. Groepen zoals de Aborigines Protection Society waren reeds een campagne begonnen tegen de veronderstelde wreedheden in Congo. Omdat Morel Frans kende werd hij naar België gestuurd waar hij de interne documenten van de Congo Vrijstaat kon inkijken. Hij ontdekte al gauw dat schepen naar Congo enkel geweren en explosieven meenamen terwijl ze geladen waren met rubber en ivoor wanneer ze terugkwamen. Daarom begon hij te vermoeden dat Leopolds politiek onmenselijk was. Volgens de Gentse hoogleraar Daniël Vangroenweghe bracht de exploitatie van het latere Evenaarsdistrict en op het Kroondomein, dat een "privébezit" was van Leopold II, hem omgerekend 125 miljoen euro op, hoofdzakelijk uit rubber.
De winsten van de exploitatie van rubber rechtstreeks door de staat en door de maatschappijen als de Anglo-Belgian India Rubber Company (ABIR) waarin de staat de helft van de aandelen bezat, waren fenomenaal. Deze oorspronkelijke aandelen van de ABIR bedroegen in 1892 500 goudfrank. In 1903 was de beurswaarde van een aandeel 15.000 goudfrank. De maatschappij zag zich genoodzaakt tienden van aandelen uit te geven om de burgerij toe te laten aandelen te kunnen kopen. Het uitgekeerd dividend in 1892-1894 bedroeg 1 frank. In 1903 was het uitgekeerd dividend 1.200 frank; wat meer dan het dubbele is van de originele waarde van het aandeel zelf. De enorme winsten van het Kroondomein, van de ABIR en van andere rubbermaatschappijen kwamen voort uit dwangarbeid, zodat het evenaarsgebied een groene hel was. De omvang van de verwoestingen, gepaard met hongersnood, voortvloeiend uit dwangarbeid en vlucht, samen met de ongewilde invoer van nieuwe kwalen zoals de pokken en de slaapziekte, hebben tussen 1880 en 1920 de bevolking van de hele kolonie waarschijnlijk met de helft verminderd.

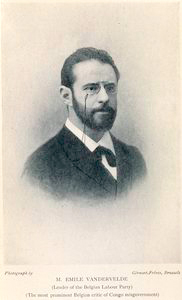
Emile Vandervelde

In 1900 begon Morel met een reeks artikelen in het weekblad Speaker. Hij begon zich te realiseren dat Leopold II een systeem van dwangarbeid en slavernij opgezet had in Congo. In 1902 nam hij ontslag bij Elder Dempster om zijn campagne voort te zetten. In 1903 richtte hij zijn eigen krant op, de West African Mail, en in die periode schreef hij zijn eerste boek Affairs of West Africa.
In 1903 steunde het Britse House of Commons een resolutie over Congo. Daarop werd Roger Casement, de Britse consul in Congo, op inspectiereis gestuurd. Zijn rapport uit 1904 bevestigde de vermoedens van Morel. Casement overtuigde Morel tot de oprichting van een organisatie die zich met deze kwestie zou bezighouden: de Congo Reform Association.
Deze vereniging kreeg de steun van schrijvers zoals Joseph Conrad (diens boek Heart of Darkness was geïnspireerd op een reis naar Congo), Anatole France, Arthur Conan Doyle en Mark Twain. Conan Doyle schreef The Crime of the Congo in 1908 en Mark Twain leverde de beroemdste bijdrage met zijn King Leopold's Soliloquy.
De beste helpers van Morel waren misschien wel de missionarissen die hem ooggetuigenverslagen en foto's van de wreedheden bezorgden, zoals de H.J. Danielson, W.D. Armstrong, William Morrison, William Henry Sheppard en John Harris en Alice Seeley Harris. De chocolademiljonair William Cadbury, een quaker, was een van zijn belangrijkste financiële helpers. De Franse journalist Pierre Mille schreef een boek met Morel en de Belgische socialist Emile Vandervelde zond hem kopieën van de Belgische parlementaire debatten.
In 1905 wonnen de activisten en een onderzoekscommissie ingesteld door Leopold II gaf onder externe druk de wreedheden van het koloniale bestuur toe. In 1908 annexeerde de Belgische staat Congo en kwam de kolonie onder de soevereiniteit van het Belgisch Parlement. Na 1911 eindigde Morel zijn Congocampagne.

## Werken
- Affairs of West Africa (1902)
- The British Case in French Congo
- King Leopold's Rule in Africa
- Red Rubber. The story of the rubber slave trade that flourished in Congo in the year of grace 1906 (1906)
- Great Britain and the Congo
- Nigeria
- Morocco and Diplomacy (1912) (opnieuw uitgegeven als Ten Years of Secret Diplomacy in 1915)
- Truth and the War
- Africa and the Peace of Europe
- The Black Man's Burden (1920)
- Thoughts on the War
- The Peace, and Prison
- Pre-War Diplomacy
- Diplomacy Revealed (1921)

## Engelstalige boeken omtrent deze kwestie
- The Black Man's Burden, By E. D. Morel, Manchester, National Labour Press, 1920 (full text)
- King Leopold's Soliloquy:A Defense of His Congo Rule, By Mark Twain, Boston, The P. R. Warren Co., 1905, full text
- Heart of Darkness, By Joseph Conrad, full text
- The Crime of the Congo, By Arthur Conan Doyle, Londen. Hutchinson & Co., 1909 full text
- E.D. Morel, the man and his work, with an introd. by Colonel Wedgwood (1920), full text
- Cartoonists vs. the King:Cartoons on the Congo, by Jim Zwick
- The Kodak vs. the King, by Jim Zwick (photographs published by the Congo Reform Association)